# Phryganogryllacris griseola
Phryganogryllacris griseola är en insektsart som först beskrevs av Heinrich Hugo Karny 1930.  Phryganogryllacris griseola ingår i släktet Phryganogryllacris och familjen Gryllacrididae. Inga underarter finns listade i Catalogue of Life.